# Manfred Schnelldorfer
Manfred Schnelldorfer, né le 2 mai 1943 à Munich est un ancien patineur artistique allemand. Il a remporté le titre olympique en 1964.

## Palmarès
| Jeux olympiques d'hiver                                                                                              |     |     |     |     |     | 8e  |     |    |     | 1er |
| Championnats du monde                                                                                                |     | F   | 11e | 15e | F   | 7e  | CA  | 5e | 3e  | 1er |
| Championnats d’Europe                                                                                                | 10e | 10e | 7e  | 7e  | 5e  | 3e  | 3e  | 3e | 2e  | 2e  |
| Championnats d'Allemagne de l'Ouest                                                                                  | 2e  | 1er | 1er | 1er | 1er | 1er | 1er | F  | 1er | 1er |
| Légende : F = Forfait ; CA = Championnats du monde 1961 annulés à cause de la catastrophe aérienne du vol 548 Sabena |     |     |     |     |     |     |     |    |     |     |